# Lucherberger See
Das Areal des ehemaligen Lucherberger Sees liegt bei Lucherberg in der Gemeinde Inden im Kreis Düren.
Der ehemalige Braunkohletagebau "Lucherberg 3" liegt direkt an der Bundesautobahn 4 zwischen Düren und Eschweiler. Er hatte eine Tiefe von ca. 14 m und eine Fläche von etwa 64 ha.
Der Lucherberger See befindet sich im Besitz von RWE Power, die das nahegelegene Kraftwerk Weisweiler sowie die dortige Müllverbrennungsanlage betreibt. Der See wurde mit dem Wasser der Rur gespeist und diente als Kühlwasser- bzw. Brauchwasserreservoir.
Auf dem See wurde vereinsmäßig gesegelt und gesurft. Als Angelgewässer war der See im weiten Umkreis bekannt.

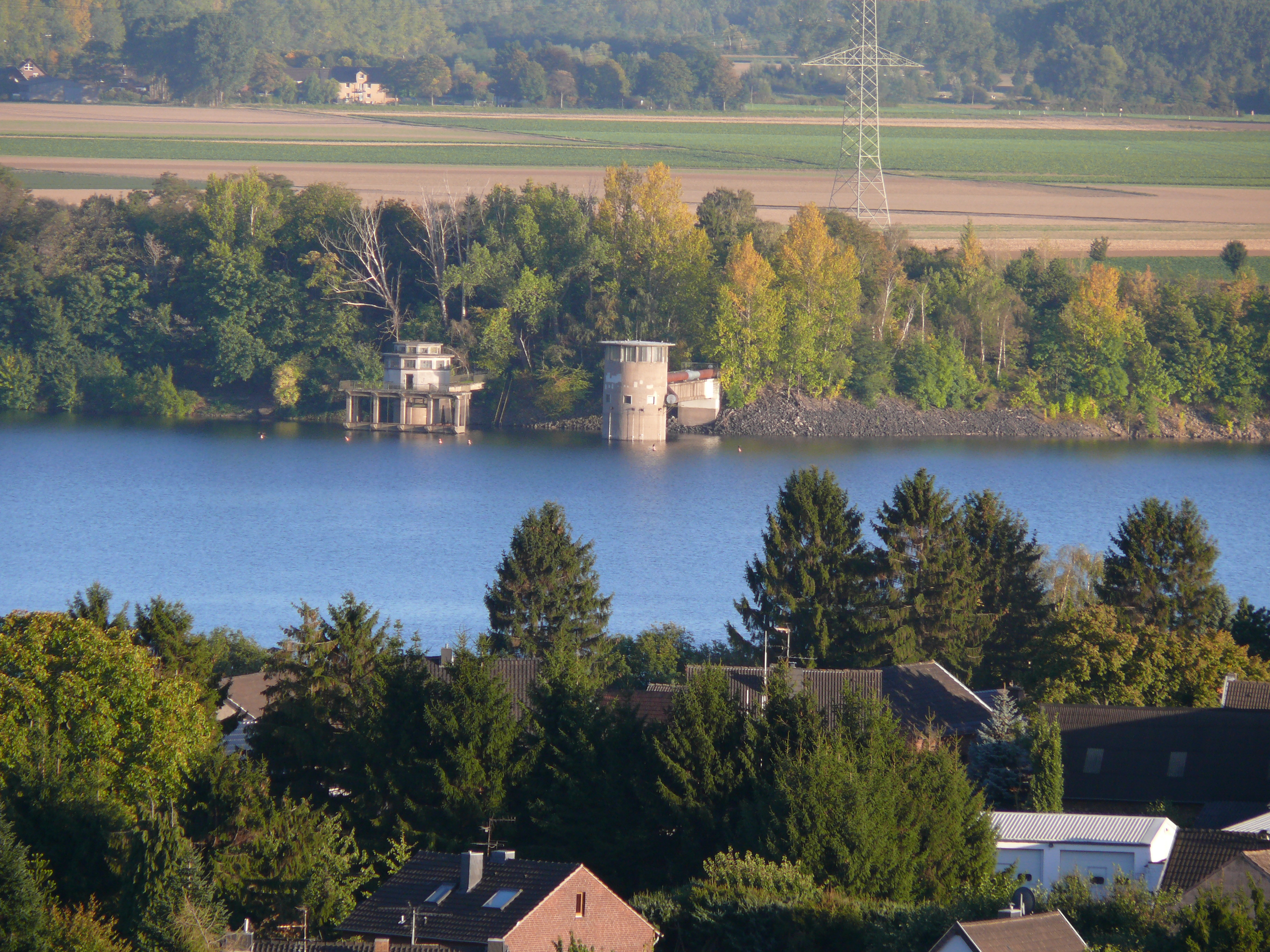
Lucherberger See vom Indemann aus betrachtet im Jahr 2012
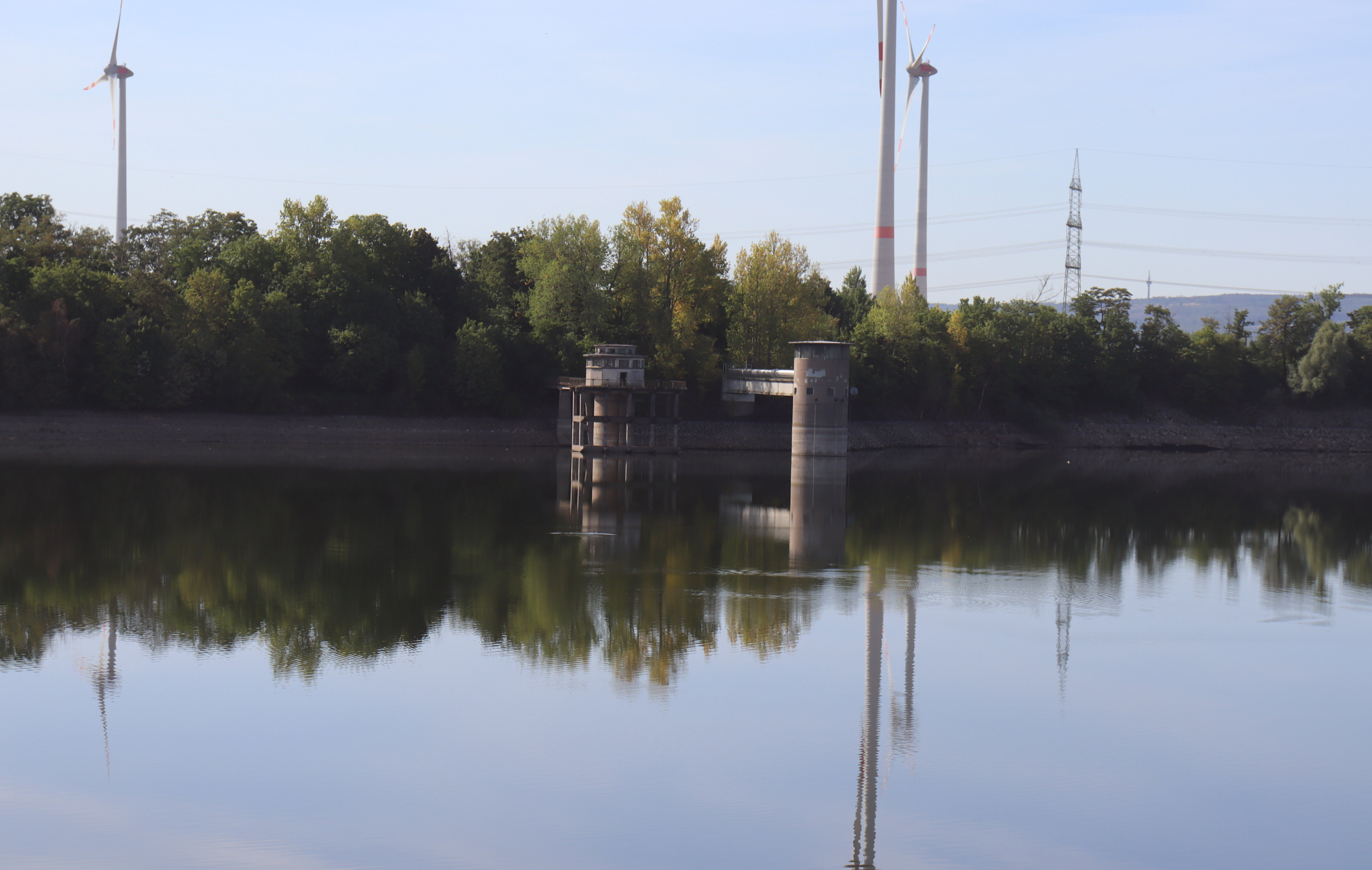
Im Juli 2022 war das Fundament der Wehranlage bereits bis zum dritten Ring oberhalb der Oberfläche zu sehen
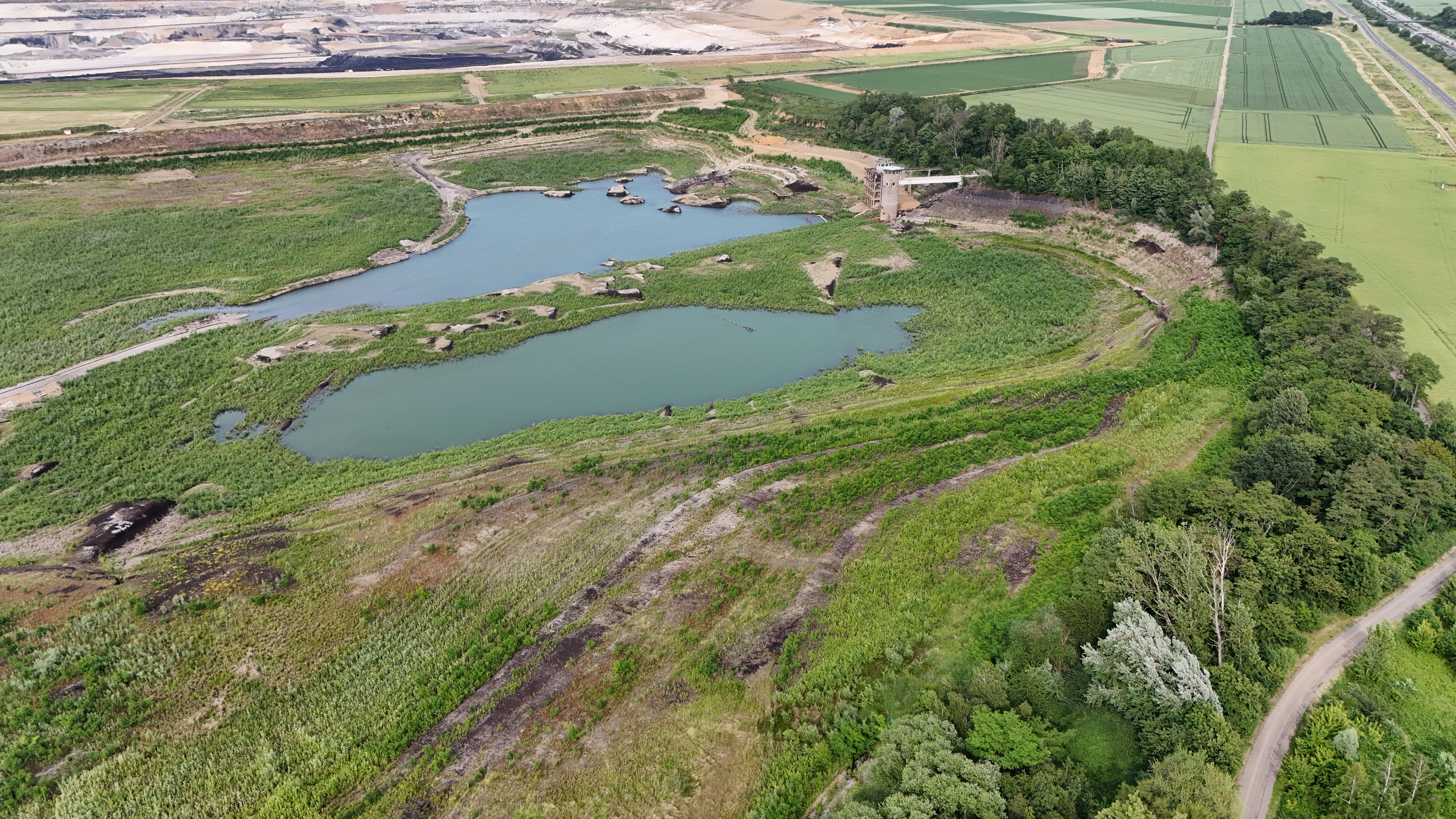
Reste des Sees im Juni 2025

Im Zuge des Tagebaus Inden lag der Lucherberger See nahe der Tagebaufläche und wurde ab 2021 entwässert.
Am ersten Oktober 2021 wurde der See für den Segelbetrieb gesperrt, ab diesem Datum wurde sein Abpumpen vorbereitet. Seit Januar 2022 war deutlich der Rückgang des Wassers zu sehen.
Im Frühjahr 2024 war das Wasser so weit abgelassen, dass eine Bergung der Fischbestände erfolgen musste, kurz darauf war der See komplett entwässert.